# Confédération générale des travailleurs d'Angola
 (avril 2019).
La Confédération générale des travailleurs de l'Angola (en portugais Confederação Geral dos Trabalhadores de Angola, en abrégé CGTA) était une organisation syndicale catholique angolaise en exil. La CGTA a été fondée en 1962. La CGTA a plaidé en faveur du « pluralisme syndical » et était indépendant des partis politiques.
En 1966, Simão Laderia-Lumona était président national du CGTA, Pedro Makumbi-Marquès le secrétaire général et Pedro Hilário Antonio le secrétaire administratif,. En 1970, la CGTA comptait entre 5 000 et 10 000 membres.
La CGTA était affilié à la Confédération mondiale du travail et avait reçu un financement de l'organisme international.
La CGTA publiait le journal A Esperança (L’Espoir en portugais),.
La CGTA s'est associée à la FNTA et à l'UGTA pour dénoncer la CUACSA, une coalition dirigée par l'UNTA, à la suite d'une déclaration de la CUACSA dénonçant les autres syndicats basés à Kinshasa.
Le Centre du travail afro-américain et l'Union nationale des travailleurs congolais (plus tard rebaptisé Union nationale des travailleurs zaïrois, UNTZA) ont organisé des séminaires et des cours communs pour les organisateurs de la CGTA et de la LGTA, en se concentrant sur l'histoire du travail, l'organisation, l'administration et les coopératives rurales. En octobre 1971, quelque 115 syndicalistes angolais exilés avaient participé à ces formations. Le 22 septembre 1973, la CGTA a fusionné avec LGTA pour former la Centrale syndicale angolaise (en) (CSA).